# Roca de Sant Joan
La Roca de Sant Joan és una muntanya de 1.725 metres que es troba al municipi d'Espot, a la comarca catalana del Pallars Sobirà.